# Каширин, Александр Иванович
Алекса́ндр Ива́нович Каши́рин (15 марта 1911, Пичаево, Борисоглебский уезд, Тамбовская губерния, Российская империя — 28 октября 1993, Хабаровск, Россия) — советский военнослужащий, старший сержант Рабоче-крестьянской Красной Армии, участник Великой Отечественной войны, Герой Советского Союза (1943).

## Биография
Родился 15 марта 1911 года в селе Пичаево (ныне — Жердевский район Тамбовской области). Окончил шесть классов школы. С 1930 года проживал в Хабаровске, работал на заводе, затем на стройке Комсомольска-на-Амуре. В конце 1933 года был призван на службу в Рабоче-крестьянскую Красную Армию. Окончил ветеринарную школу, стал младшим ветфельдшером. В 1937 году демобилизован. Проживал в Амурской области, работал ветеринаром в зерносовхозе.
В августе 1941 года повторно призван в армию. С начала 1943 года — на фронтах Великой Отечественной войны. К августу того же года командовал противотанковым орудием 529-го стрелкового полка 163-й стрелковой дивизии 38-й армии Воронежского фронта. Отличился во время освобождения Белгородской, Сумской и Киевской областей.
8 августа 1943 года в бою у деревни Ломная Белгородской области подбил 2 немецких танка и уничтожил около 30 солдат и офицеров. В боях у села Сакуниха Недригайловского района Сумской области и посёлка Бровары Киевской области он уничтожил 9 немецких огневых точек и около 2 взводов вражеской пехоты.
Указом Президиума Верховного Совета СССР от 29 октября 1943 года за «успешное форсирование реки Днепр, прочное закрепление плацдарма на западном берегу реки Днепр и проявленные при этом отвагу и геройство» сержант Александр Каширин был удостоен звания Героя Советского Союза с вручением ордена Ленина и медали «Золотая Звезда» за номером 4351.
Во время боёв под Белой Церковью получил тяжёлые ранения в ноги, спину и шею осколками снаряда, после чего длительное время находился в уфимском госпитале.
В 1945 году в звании старшего сержанта демобилизован. Проживал сначала на Сахалине, затем в посёлке Известковый Облученского района Еврейской автономной области, а последние годы жизни — в Хабаровске. Умер в октябре 1993 года. Похоронен на Центральном кладбище Хабаровска.
Был также награждён орденом Отечественной войны 1-й степени и рядом медалей.

## Память
В 2015 году его имя было увековечено на отдельном гранитном пилоне Аллеи Героев в Сквере Победы в Биробиджане.
В городе Хабаровске на улице Герасимова на д. 5 установлена мемориальная доска А. И. Каширину.